# William Lambton

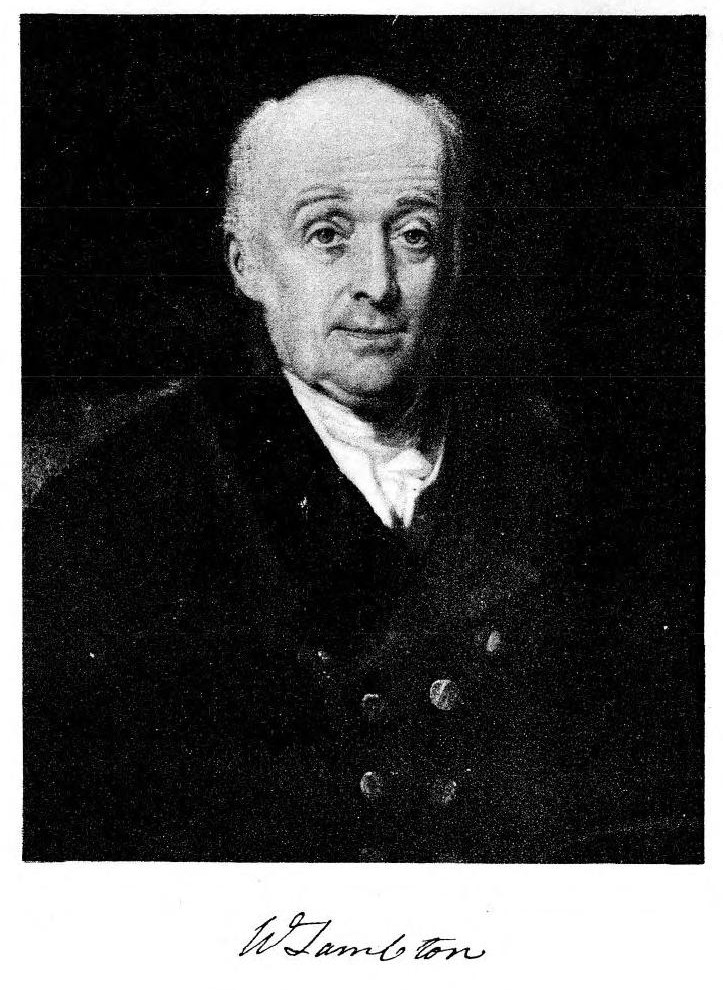
William Lambton

William Lambton, FRS (* um 1756 in Crosby Grange bei Northallerton, North Yorkshire, England; † 19. Januar 1823 in Hinganghat, Wardha District, Maharashtra, Indien) war ein britischer Offizier, Vermesser und Geograph, der als Initiator und erster Leiter der Großen Trigonometrischen Vermessung Indiens bekannt wurde. Der Todestag wird in einigen Nachrufen, so beispielsweise im Philosophical Magazine. sowie in einer nachlassgerichtlichen Verlautbarung in der London Gazette als 20. Januar angegeben. Im Dictionary of National Biography steht hingegen er starb am 26. Januar an den Folgen einer Lungenkrankheit.

## Leben
Lambton wurde als Sohn eines in einfachen Verhältnissen lebenden Bauern geboren. Er vermied es zeitlebens, Angaben über seine Herkunft zu machen. Sein genaues Geburtsdatum ist deshalb nicht bekannt, andere Quellen geben 1753 als sein Geburtsjahr an.
Nach der Grundschule erhielt er eines von vier Stipendien für die Grammar School in Northallerton. Er trat 1781 als Ensign des Infanterieregiments Fauconberg’s Fencibles in die British Army ein. Spätestens 1783 wechselte er zum 33rd Regiment of Foot, wo er 1794 zum Lieutenant befördert wurde. Bis ungefähr 1795 war er Kasernenmeister in Saint John (New Brunswick) in Kanada. In einer anderen Verwendung kam er 1796 an das Kap der Guten Hoffnung, anschließend nach Bengalen und 1798 nach Madras. Während dieser Jahre lernte er im Selbststudium Mathematik, Trigonometrie und Astronomie. Unter Colonel Arthur Wellesley, dem späteren 1. Duke of Wellington nahm er 1799 im Vierten Mysore-Krieg an der Belagerung von Seringapatam teil. Dabei rettete er seine Einheit durch seine Fähigkeit, sich nach den Sternen zu orientieren. Danach diente er an der Koromandelküste im Südosten Indiens, wo er auf seinen Vorschlag hin den Auftrag erhielt, eine Vermessung zur Verbindung der Koromandelküste mit der Malabarküste im Südwesten Indiens durchzuführen und einen Meridianbogen zu messen. Es dauerte aber bis 1802, bis die notwendigen Instrumente in Madras ankamen. Die Einrichtung und Messung der Basislinie bei Madras war nicht nur Lambtons erste Tätigkeit im Rahmen dieses Auftrages, sondern auch die Grundlage der sich in den folgenden Jahren daran anschließenden Großen Trigonometrischen Vermessung Indiens. 1806 konnte er die Triangulation über Bangalore nach Mangalore an der Westküste abschließen. Anschließend begann er in Bangalore mit der Messung des Meridianbogens, zunächst nach Süden zum Kap Komorin, der Südspitze Indiens, anschließend von Bangalore aus nach Norden. Als seine Einheit 1812 nach England zurückkehrte, blieb Lambton als Leiter dieser Vermessung in Indien. Über die Jahre bewegten sich die Arbeiten langsam nach Norden, bis sie das Gebiet der Regierung in Madras verließen und der Regierung in Kalkutta unterstellt wurden. 1806 wurde er zum Captain, 1808 zum Major und 1814 zum Lieutenant-Colonel befördert. George Everest wurde 1817 zu seinem Assistenten ernannt und begann im folgenden Jahr mit seiner Tätigkeit. Lambton erlebte die Vollendung seines großen Werkes nicht mehr. Er starb 1823 im Alter von fast 67 Jahren in dem kleinen Ort Hinganghat, in den ihn seine Vermessungsarbeiten geführt hatten.

## Leistungen
Lambton führte mit seiner Großen Trigonometrischen Vermessung eines der größten Vermessungsprojekte seiner Zeit aus. Dazu waren jahrelange Arbeiten, Reisen mit schweren Geräten (sein Theodolit wog eine halbe Tonne) und entsprechend zahlreicher Begleitung in unterschiedlichste, oft malariaverseuchten Gebiete, unerschütterliche Ausdauer, Geduld und größte Genauigkeit erforderlich. Seine Vermessungen erlaubten erstmals eine genaue Zuordnung indischer Städte und geographischer Punkte. Schon bei seiner ersten Triangulation von Madras nach Mangalore ermittelte er eine Entfernung von rund 360 Meilen gegenüber den 400 Meilen, von denen man bis dahin aufgrund des vorhandenen ungenauen Kartenmaterials ausgegangen war. Seine Messungen des Meridianbogens trugen wesentlich zur Klärung der Gestalt der Erde bei. Man kannte zwar schon die Abplattung der Erde an den Polen, aber das Maß dieser Abplattung war seinerzeit die große Frage. Lambton legte die Grundlagen für das indische Vermessungswesen, die von seinem Nachfolger George Everest ausgebaut und erweitert werden konnten.

## Ehrungen
Lambton wurde Mitglied der Royal Society (FRS – Fellow of the Royal Society) (9. Januar 1817), Mitglied der Asiatic Society in Kalkutta und korrespondierendes Mitglied der Académie des sciences in der Sektion Astronomie (15. Dezember 1817).